# Ewelina Stanczewska
Ewelina Stanczewska (ur. 29 września 1982) – polska judoczka.
Była zawodniczka KS Polonia Rybnik (1997-2008). Dwukrotna brązowa medalistka mistrzostw Polski seniorek w kategorii do 63 kg (2005, 2007). Ponadto m.in. młodzieżowa wicemistrzyni Polski 2004 w kategorii do 70 kg. Trenerka judo w KS Polonia Rybnik.